# 克羅埃西亞的歐元硬幣
克羅埃西亞的歐元硬幣是克羅埃西亞鑄幣廠自2022年7月開始鑄造的歐元硬幣。
歐元自2023年1月1日取代克羅埃西亞庫納，成為克羅埃西亞的流通貨幣。至2023年1月14日，兩者都在克羅埃西亞流通，以實現平穩過渡。自2022年9月5日開始至2023年12月31日，克羅埃西亞的商品需要標識按兩者貨幣表示的價格。克羅埃西亞歐元硬幣自2022年12月1日開始可以購入。一套售價100庫納（13.28歐元）。
剩餘的庫納硬幣於2023年12月31日之前可在克羅埃西亞全國的各家銀行、郵局和克羅埃西亞金融機構兌換。此後僅可以在克罗地亚国家银行兌換。庫納紙幣可無限期兌換，而庫納硬幣限期在2025年12月31日之前兌換。
至2022年10月，已經鑄造了約4.2億枚克羅埃西亞歐元硬幣。

## 歷史
克羅埃西亞總理安德烈·普连科维奇在2021年7月21日表示，克羅埃西亞歐元硬幣將採用克羅埃西亞棋盤圖、克羅埃西亞地圖、貂、尼古拉·特斯拉和格拉哥里字母作為設計圖案。
2022年2月4日，克羅埃西亞政府公佈了克羅埃西亞歐元硬幣的設計圖案。這些設計圖案是在克罗地亚国家银行理事會舉辦的公開競選選出的優勝作品。2歐元硬幣由設計師伊萬·西瓦克（Ivan Šivak）的方案中選，刻有克羅埃西亞地圖。硬幣邊緣刻有伊萬·貢杜里奇1628年牧歌劇作品《杜布拉夫卡》的台詞。1歐元硬幣採用了設計師斯捷潘·普蘭約維奇（Stjepan Pranjković）設計的站在樹枝上的貂圖案。貂在克羅埃西亞語中是，之前克羅埃西亞貨幣就是以貂為名。10分、20分、50分硬幣選用了出生在斯米連（當時是奧匈帝國領土）的尼古拉·特斯拉作頭像為圖案，由伊萬·多馬戈伊·拉基奇（Ivan Domagoj Račić）設計。1分、2分和5分硬幣採用了設計師Maja Škripelj設計的格拉哥里字母Ⱈ（H）和Ⱃ（R）圖案。每位設計師獲得7萬庫納（約9,300歐元）的獎金。
由於有人懷疑1歐元的設計方案盜用了蘇格蘭攝影師Iain Leach拍攝的樹枝上的貂的圖片，斯捷潘·普蘭約維奇在2月7日撤回了他的設計。2月8日，克羅埃西亞國家銀行宣布舉辦新的評選，以決定以貂為圖案的1歐元硬幣。
2022年5月4日，新的1歐元硬幣設計方案公諸於眾，是一隻在棋盤圖上的貂。新的設計於4月20日獲得歐洲聯盟理事會批准。
2022年7月18日，克羅埃西亞鑄幣廠開始正式生產克羅埃西亞歐元硬幣。
2022年9月1日，克羅埃西亞各銀行開始發行歐元紙幣。
2022年10月1日，新鑄造的克羅埃西亞歐元硬幣開始在克羅埃西亞各銀行發行。
2022年10月20日，歐洲中央銀行（ECB）執行委員會通過了克羅埃西亞在2023年1月1日啟用歐元後的最低準備金規定。

## 設計
| €0.01                                             | €0.02                            | €0.05      |
| ------------------------------------------------- | -------------------------------- | ---------- |
|                                                   |                                  |            |
| 格拉哥里字母的ⰘⰓ（HR），由Maja Škripelj設計       |                                  |            |
| €0.10                                             | €0.20                            | €0.50      |
|                                                   |                                  |            |
| 尼古拉·特斯拉剪影像，由Ivan Domagoj Račić設計     |                                  |            |
| €1.00                                             | €2.00                            | €2歐元側緣 |
|                                                   |                                  |            |
| 貂，由Jagor Šunde、David Čemeljić和Fran Zekan設計 | 克羅埃西亞地圖，由Ivan Šivak設計 |            |

## 影響
克羅埃西亞財政部估計，從庫納切換成歐元的成本約20億庫納。政府分析認為，大多數非同一來自於銀行系統兌換的成本，這導致其它銀行費用上漲。消費者物價上漲的可能性也很高。同時大部分債務人也面臨貨幣兌換的風險。

## 歐元在克羅埃西亞的宣傳
2022年10月舉辦了四次歐元日活動。第一次是於10月8日在奧西耶克，另外三次是在里耶卡、斯普利特和扎格瑞布。目的是為了宣傳克羅埃西亞將加入歐元區，並讓民眾了解歐元。
克羅埃西亞商會（HGK）和克羅埃西亞國家銀行也在2022年10月12日舉辦普及歐元和新硬幣設計的活動。
另一宣傳歐元的活動於2022年10月19日至12月17日在克羅埃西亞的27個城市舉辦，打頭陣的城市是武科瓦爾。這一活動預估耗資2400萬庫納。

## 批評
尼古拉·特斯拉憑藉近2,600票被選為克羅埃西亞歐元圖案。雖然特斯拉出生在現克羅埃西亞，但由於他的塞爾維亞人血統，這一結果遭到塞爾維亞國家銀行的反對。克羅埃西亞總理普连科维奇表示「如果我是塞爾維亞國家銀行總裁，我會說做得好」。克羅埃西亞總統佐兰·米拉诺维奇建議稱「當塞爾維亞加入歐元區時，塞爾維亞也可以使用特斯拉作為硬幣圖案，每個人都會開心」。
時任克羅埃西亞副總理之一的塞族人士鮑里斯·米洛舍維奇稱讚了這一決定，稱特斯拉是「將我們（塞爾維亞人和克羅埃西亞人）與世界相連的象徵」。
2022年2月4日，當克羅埃西亞政府公佈了包括特斯拉在內的歐元硬幣設計之後，塞爾維亞媒體又出現一波反對潮。

## 外部連結
- Croatia Euro Coin Catalog （页面存档备份，存于）
- Euro HR （页面存档备份，存于）